# 冨上芳秀
冨上 芳秀（とかみ よしひで、1948年6月2日 - ）は、日本の詩人。
「詩遊」発行人。日本現代詩人会会員。大阪文学学校・詩部門講師。

## 経歴
1948年6月2日、和歌山県和歌山市で出生。
和歌山県立桐蔭高等学校卒業。1971年、和歌山大学教育学部卒業。
1974年、松村信人、波多野真志と同人誌「位相」創刊、十号まで刊行。
1975年、沢木進、原冬木子、雨森安雄と「仮称・同世代アンソロジィの会」を結成。以後、「交流詩」と「ANTHOLOGY'82」に詩作品、評論を発表。毎月一冊現代詩文庫を読み、作品を批評し合う現代詩研究会を中之島中央公会堂で行う。第十冊を刊行して解散。
1980年2月、「詩的現代」（黒田喜夫、石毛拓郎、永井孝史、ねじめ正一、坂井信夫、麻生直子、根石吉久、川岸則夫、高木秋尾、中森美方、村島正浩ら）創刊号に参加。
1980年9月、大阪文学学校の講師となる。
1983年5月、沢木進、原冬木子と「GEN詩KEN」を創刊。
1984年3月、大阪文学学校の機関誌「文学学校」（後に「樹林」と改題）第229号に「詩誌評」を初めて書く。「樹林」第248号（1986.1）以降、詩誌評と「安西冬衛論ノート」とを隔月交代で連載。
1991年3月、当時、経済的危機にあった大阪文学学校を再建するため、一年間の約束で、松本衆司と共に、「樹林」の活性化を目指し、編集長に就任。
1992年2月、全十冊の「樹林」を編集し、大幅な購読者獲得と、特集による話題提供により、文学学校はようやく再建の兆しを見せたので、予定通り「樹林」編集長を辞任。
1996年4月、大阪文学学校の昼の詩の講座を詩話と一行詩の実作により、月一回担当する。「樹林」の詩書評を担当。
1998年4月、大阪文学学校の通信教育部のチューターに復帰、現在に至る。
2004年1月、季刊「詩遊」創刊。
2008年10月、アメリカ合衆国の首都ワシントンD.C.で開催された「日米韓と音楽交流会」に参加（日本からは、他に高良留美子）、詩「書物」を朗読。
2010年10月、韓国の首都ソウルで開催された「日韓詩と音楽交流会」に以倉紘平と参加。詩「仮面」を朗読。

## 著書

### 詩集
- 『トマト』位相出版社 1977年
- 『聖母の月』紫陽社 1980年
- 『大和川幻想』七月堂 1984年
- 『馬氏の鳥』イオ・ブックス 1987年
- 『熊楠のスカラベ』詩遊社 1996年
- 『アジアの青いアネモネ』 詩遊社（2007年 第四回関西詩人協会賞 受賞）
- 『言霊料理』詩遊社 2008年
- 『祝福の城』詩遊社 2011年
- 『真言の座』詩遊社 2014年
- 『かなしみのかごめかごめ』詩遊社 2015年
- 『蕪村との対話』詩遊社 2016年
- 『恥ずかしい建築』詩遊社 2017年
- 『白豚の尻』詩遊社 2018年
- 『芭蕉の猿の面』詩遊社 2020年[2]
- 『言葉遊びの猟場』詩遊社 2022年

### 評論集
- 長編評論『安西冬衛／モダニズム詩に隠されたロマンティシズム』未来社 1989年[2]